# Prix Batty Weber
Der Prix Batty Weber ist ein luxemburgischer Literaturpreis. Er wird seit 1987 alle drei Jahre einem luxemburgischen Schriftsteller für sein Gesamtwerk verliehen. Der Preis ist nach dem einflussreichen luxemburgischen Autor Batty Weber (1860–1940) benannt.

## Preisträger
- 1987: Edmond Dune
- 1990: Roger Manderscheid
- 1993: Léopold Hoffmann
- 1996: Anise Koltz
- 1999: Nic Weber
- 2002: Pol Greisch
- 2005: Guy Rewenig
- 2008: Nico Helminger
- 2011: Jean Portante
- 2014: Lambert Schlechter
- 2017: Georges Hausemer
- 2020: Pierre Joris
- 2023: Margret Steckel